# Monaeses
Monaeses Thorell, 1869 è un genere di ragni appartenente alla famiglia Thomisidae.

## Distribuzione
Le 27 specie note di questo genere sono diffuse in Eurasia, Africa e Oceania: la specie dall'areale più vasto è la M. paradoxus, reperita in diverse località della regione che va dall'Europa all'Azerbaigian e dell'Africa

## Tassonomia
Considerato sinonimo anteriore di Rhynchognatha Thorell, 1887 secondo un lavoro dell'aracnologa Dippenaar-Schoeman del 1984 e contra uno studio antecedente di Crome del 1962.
È anche sinonimo anteriore di Mecostrabus Simon, 1903, a seguito di un lavoro di Ono (1985b).
Non sono stati esaminati esemplari di questo genere dal 2012.
A giugno 2014, si compone di 27 specie:
1. Monaeses aciculus (Simon, 1903) — dal Nepal al Giappone, Filippine
2. Monaeses attenuatus O. P.-Cambridge, 1899 — Sri Lanka
3. Monaeses austrinus Simon, 1910 — Africa occidentale e meridionale
4. Monaeses brevicaudatus L. Koch, 1874 — Queensland
5. Monaeses caudatus Tang & Song, 1988 — Cina
6. Monaeses cinerascens (Thorell, 1887) — Sri Lanka, Birmania
7. Monaeses fasciculiger Jézéquel, 1964 — Costa d'Avorio
8. Monaeses fuscus Dippenaar-Schoeman, 1984 — Sudafrica
9. Monaeses gibbus Dippenaar-Schoeman, 1984 — Sudafrica
10. Monaeses greeni O. P.-Cambridge, 1899 — Sri Lanka
11. Monaeses griseus Pavesi, 1897 — dall'Etiopia al Sudafrica
12. Monaeses guineensis Millot, 1942 — Guinea
13. Monaeses habamatinikus Barrion & Litsinger, 1995 — Filippine
14. Monaeses israeliensis Levy, 1973 — Grecia, Turchia, Israele, Libano, Asia centrale
15. Monaeses jabalpurensis Gajbe & Rane, 1992 — India
16. Monaeses lucasi (Taczanowski, 1872) — Guyana
17. Monaeses mukundi Tikader, 1980 — India
18. Monaeses nigritus Simon, 1909 — Vietnam
19. Monaeses pachpediensis (Tikader, 1980) — India
20. Monaeses paradoxus (Lucas, 1846)[2] — dall'Europa all'Azerbaigian, Africa
21. Monaeses parvati Tikader, 1963 — India
22. Monaeses pustulosus Pavesi, 1895 — dall'Etiopia al Sudafrica
23. Monaeses quadrituberculatus Lawrence, 1927 — Africa meridionale
24. Monaeses reticulatus (Simon, 1909) — Vietnam
25. Monaeses tuberculatus (Thorell, 1895) — Birmania
26. Monaeses xiphosurus Simon, 1907 — Guinea-Bissau
27. Monaeses xyphoides L. Koch, 1874 — Queensland

### Sinonimi
- Monaeses debilispina Lawrence, 1928; posta in sinonimia con M. griseus Pavesi, 1897 a seguito di un lavoro della Dippenaar-Schoeman del 1984[1].
- Monaeses magnus Millot, 1942; posta in sinonimia con M. austrinus Simon, 1910 a seguito di un lavoro della Dippenaar-Schoeman del 1984[1].
- Monaeses nigeriensis Millot, 1942; posta in sinonimia con M. paradoxus (Lucas, 1846) a seguito di un lavoro della Dippenaar-Schoeman del 1984[1].
- Monaeses paradoxus albidus Simon, 1906; posta in sinonimia con M. paradoxus (Lucas, 1846) a seguito di un lavoro della Dippenaar-Schoeman del 1984[1].
- Monaeses voltaensis Millot, 1942; posta in sinonimia con M. austrinus Simon, 1910 a seguito di un lavoro della Dippenaar-Schoeman del 1984[1].